# Spaans Dak (Oud Heverlee)
Le Spaans Dak (littéralement le Toit espagnol en néerlandais,, à comprendre comme la maison espagnole) est un vestige du château de Steenbergen, situé sur le territoire de la commune belge d'Oud-Heverlee, dans la province du Brabant flamand.

## Localisation
Le Spaans Dak se dresse au sud du village d'Oud-Heverlee, à environ 5 km de Louvain, en bordure d'un site appelé Het Zoet Water (Les Eaux Douces) situé dans la vallée de Steenbergen, entre la forêt de Meerdaal (Meerdaalwoud en néerlandais) et le bois d'Heverlee.
Les Zoete Watervijvers (les étangs des Eaux Douces) sont un ensemble de quatre étangs classés comme paysage et alimentés par la rivière Molenbeek (la rivière aux moulins) : il s'agit, d'ouest en est, du Molenvijver, du Huisvijver, du Hertsvijver et du Geertsvijver ou Gitsvijver.
Le Spaans dak se trouve à l'angle sud-ouest du Huisvijver (étang de la maison), au bout du chemin qui sépare ce dernier du Molenvijver (étang du moulin), à quelques centaines de mètres à l'ouest de la chapelle Notre-Dame de Steenbergen.

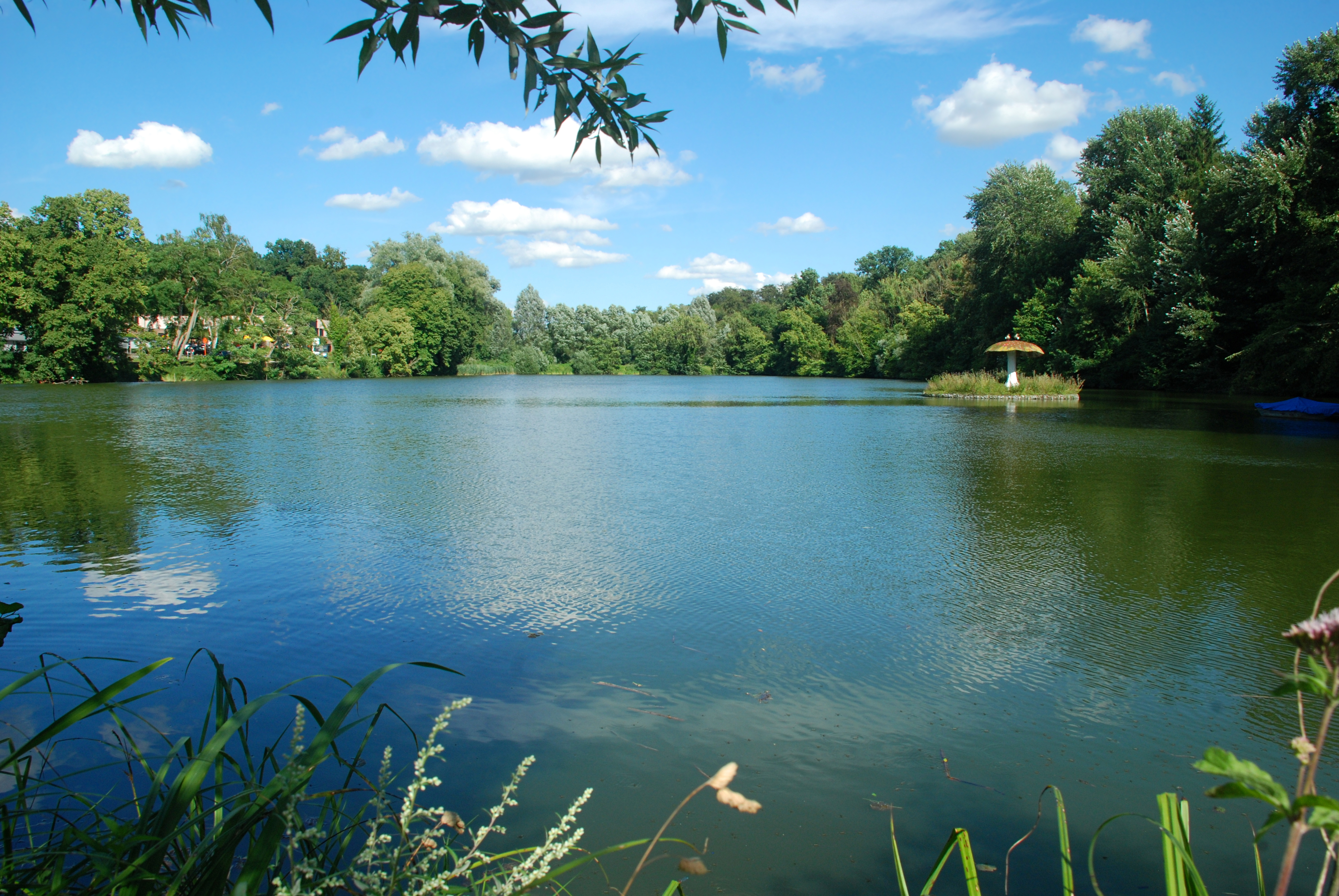
L'étang Huisvijver.

## Historique
Le Spaans Dak est un vestige du château que les seigneurs de Steenbergen possédaient au bord des étangs du Zoet Water. Ce château s'appelait Slot van Steenbergen et était habité depuis 1383 par la famille Wytinc, Wytinck ou Wijtinck (seigneurs de Steenbergen), famille dite de Wesalia ou van Wesele parce qu'originaire de la ville allemande de Wesel, dont est issu André Vésale (Andries van Wesel), le fameux anatomiste et médecin brabançon de la Renaissance,,,.
Le château échut ensuite à l'empereur Charles-Quint, d'où son nom de Spaans Dak et servit plus tard de pavillon de chasse à la famille de Croÿ.
Vers 1600, le Spaans Dak était entouré par l'eau de tous côtés, comme le montre une gravure conservée aux archives d'Arenberg de la Katholieke Universiteit Leuven.
La maison et ses environs font l'objet d'un classement comme site depuis le 26 février 1980 et figurent à l'inventaire du patrimoine immobilier de la Région flamande sous la référence 42673.
Le Spaans Dak abrite actuellement un restaurant,.

## Architecture

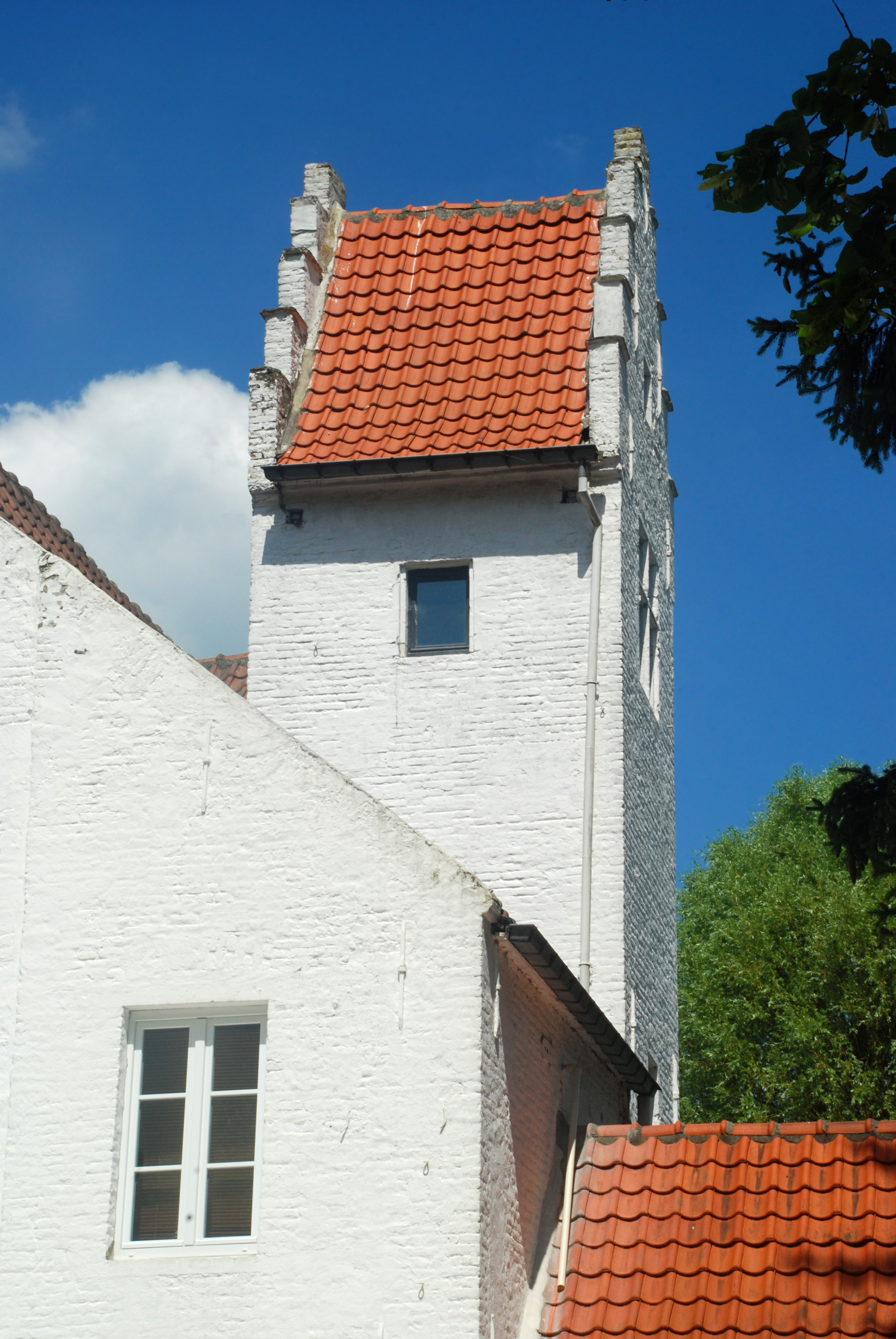
La tour et ses pignons à gradins.

Le bâtiment qui subsiste aujourd'hui est un édifice des XVIe et XVIIe siècles,. La partie centrale remonterait même au XIVe siècle.
Le Spaans Dak est construit en briques peintes en blanc, et couvert d'une toiture en  bâtière de tuiles.
Comportant deux niveaux (le rez-de-chaussée et un étage), l'édifice possède des murs pignons à oreilles.
Le bâtiment est flanqué à l'est d'une tour possédant une étroite toiture en bâtière enserrée entre deux pignons à gradins.
|  |  |